# Том Робінсон
Том Робінсон (англ. Tom Robinson; нар. 1 червня 1950, Кембридж, Велика Британія) — вокаліст, басист, гітарист, піаніст, композитор, автор текстів, продюсер.

## Ранні роки
Том Робінсон народився в родині середнього класу в Кембриджі 1 червня 1950 року. У Робінсона є два брати, Метью (колишній виконавчий продюсер BBC) та Джордж, а також сестра Софі.
У віці 13 років Робінсон зрозумів, що він гей, коли закохався в іншого хлопця в школі. До 1967 року гомосексуальні стосунки між чоловіками були злочином в Англії, що карався тюремним ув'язненням. У 16 років у нього стався нервовий зрив, він спробував скоїти самогубство. Директор школи домігся переведення його до Фінчден-Манор, терапевтичної спільноти у Кенті для підлітків з емоційними труднощами, де він провів наступні шість років.

## Біографія
У свою бурхливу молодість Том Робінсон крім навчання грі на кларнеті та бас-гітарі деякий час провів в адаптаційному центрі «Finchden Manor». Там він познайомився з гітаристом Денні Керстовом (Danny Kurstow), з яким 1971 року утворив свій перший гурт Davang. Через два роки Том як лідер формації Cafe Society, у якій також грали Хірворд Кей (Hereward Kaye) та Рей Доул (Ray Dole) уклав угоду з фірмою «Konk», що належала гурту The Kinks.
1974 року за допомогою Рея Дейвіса та Міка Ейворі формація дебютувала альбомом «Cafe Society». Під час запису другого альбому справа дійшла до чвар, внаслідок чого пізніше з'явились музичні пародії на Дейвіса у виконанні гурту Тома Робінсона. У свою чергу The Kinks відповіли колишнім підопічним іронічним твором "Prince Of The Punks, що з'явився 1977 року. Назва твору звертала увагу на новий імідж Тома Робінсона, який він обрав після отримання 1976 року контракту з фірмою «EMI». Проте фірма «Konk» залишила за собою права на тринадцять творів співака, частина з яких потрапила до дебютного альбому Tom Robinson Band та на сингли.
Тим часом Робінсон разом з Марком Емблером (Mark Ambler) — клавішні, «Долфіном» Тейлором («Dolphin» Taylor) — ударні та Керстовом створював свій новий, цього разу гомосексуальний імідж. Проте активну підтримку різноманітним радикальним починанням затьмарив літературний доробок Робінсона, хоча у творах «Summer Of 79» та «Up Against The Wall» гумор вдало пом'якшував пафос послань.
До збірки «Rising Free» ввійшов хоральний маніфест «Glad To Be Gay», який виконували 1978 року Tom Robinson Band у фіналі концерту на честь «Руху прав геїв північної Ірландії» та сам Робінсон під час маршу геїв 1979 року у Вашингтоні, який відбувся незабаром після розпаду гурту. Головною причиною розпаду Tom Robinson Band була дуже прохолодна реакція критиків та слухачів на альбом «TRB 2» (записаний під керівництвом Тодда Рандгрена), що виявився надокучливою агіткою, а не музичним твором.
Після розпаду Керстов утворив разом з екс-Sex Pistols Гленом Метлоком гурт The Spectres, а Робінсон після епізодичних виступів з формацією Section 27 співпрацював з Елтоном Джоном та Пітером Гебріелем.
1981 року музикант оселився у Берліні, де записав сольний альбом «North By Northwest», побічно виступаючи в альтернативних кабаре та авангардному театрі. У професійному плані цей період виявився дуже вдалим для Робінсона. Сингли «War Baby» та «Atmospherics» потрапили до британського Тор 40, а його версія твору Steely Dan «Ricky Don't Lose That Number», що походила з альбому «Hope & Glory» випередила у чартах авторський оригінал. Проте коли черговий лонгплей «Still Loving You» не повторив успіху попереднього, Том вирішив радикально змінити склад свого акомпануючого гурту. Подальші записи Робінсона, на думку частини критиків, з'являлись від туги за старим звучанням, характерним прикладом чого був записаний під час концертів у Берліні лонгплей «Last Tango».

## Дискографія
- 1974: Cafe Sosiety (разом з Cafe Sosiety)
- 1978: Power In The Darkness (як Tom Robinson Band)
- 1979: TRB 2 (як Tom Robinson Band)
- 1980: Sector 27 (разом з Sector 27)
- 1981: Tom Robinson Band
- 1982: North by Northwest
- 1983: Cabaret 79
- 1983: Atmospherics
- 1984: Hope & Glory
- 1986: Still Loving You
- 1987: Midnight At The Fringe (разом з The Crew)
- 1987: The Best Of Tom Robinson
- 1989: Glad To Be Gay Cabaret
- 1989: Back In The Old Country
- 1989: Last Tango
- 1990: We Never Had It So Good (як Tom Robinson & Jakko M. Jakszyk)
- 1992: Living In A Boom Time
- 1994: Love Over Rage
- 1994: Motorway
- 1996: Having In Both Ways
- 1996: Gold Collection
- 1997: Blood Brother
- 1997: Rising Free The Very Best Of Tom Robinson
- 1999: Home From Home
- 2001: Smelling Dogs (spoken word album)